# Peder Als
Peder Als, né en 1725 à Copenhague et mort le 8 juillet 1776 dans la même ville, est un peintre historique et portraitiste danois.

## Biographie
Peder Als naît en 1725 à Copenhague et est baptisé le 16 mai 1726. Il est l'élève de Carl Gustaf Pilo dont le style a une influence importante sur lui. Il attire l'attention pour la première fois en 1743, lorsqu'il vend une peinture de sujet biblique au roi du Danemark.
Il fréquente la Kunstakademiet (l'Académie royale danoise des beaux-arts) et, alors qu'il y est encore, il est reconnu comme portraitiste avec une série de peintures de chevaliers de l'ordre du Dannebrog. Il remporte la médaille d'or de l'académie en 1755 et voyage à Rome et à Paris en 1757-1762. À Rome, il entre à l'école d'Anton Raphael Mengs, qui exerce sur lui une autre influence importante. Il passe la plupart de son temps à Rome à copier les tableaux de Raphaël et d'Andrea del Sarto, ce qu'il fait, dit-on, avec une grande précision. Il copie également le Corrège et le Titien.
À son retour au Danemark, il peint quelques bons portraits, mais son coloris est trop sombre pour donner un effet agréable à ses tableaux de femmes, et son travail est souvent si laborieux qu'il est privé de toute animation. Il devient membre de la Kunstakademiet en 1764 et professeur à la Kunstakademiet en 1766. Il meurt le 8 juillet 1776 à Copenhague.
Outre la peinture à l'huile, il travaille également au pastel et réalise quelques miniatures.

## Galerie

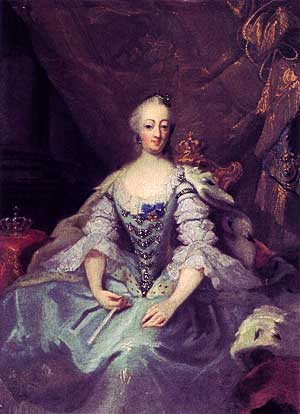
Sophie-Madeleine de Danemark
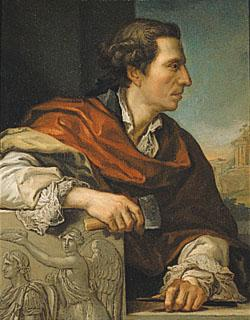
Johannes Wiedewelt (en), 1766
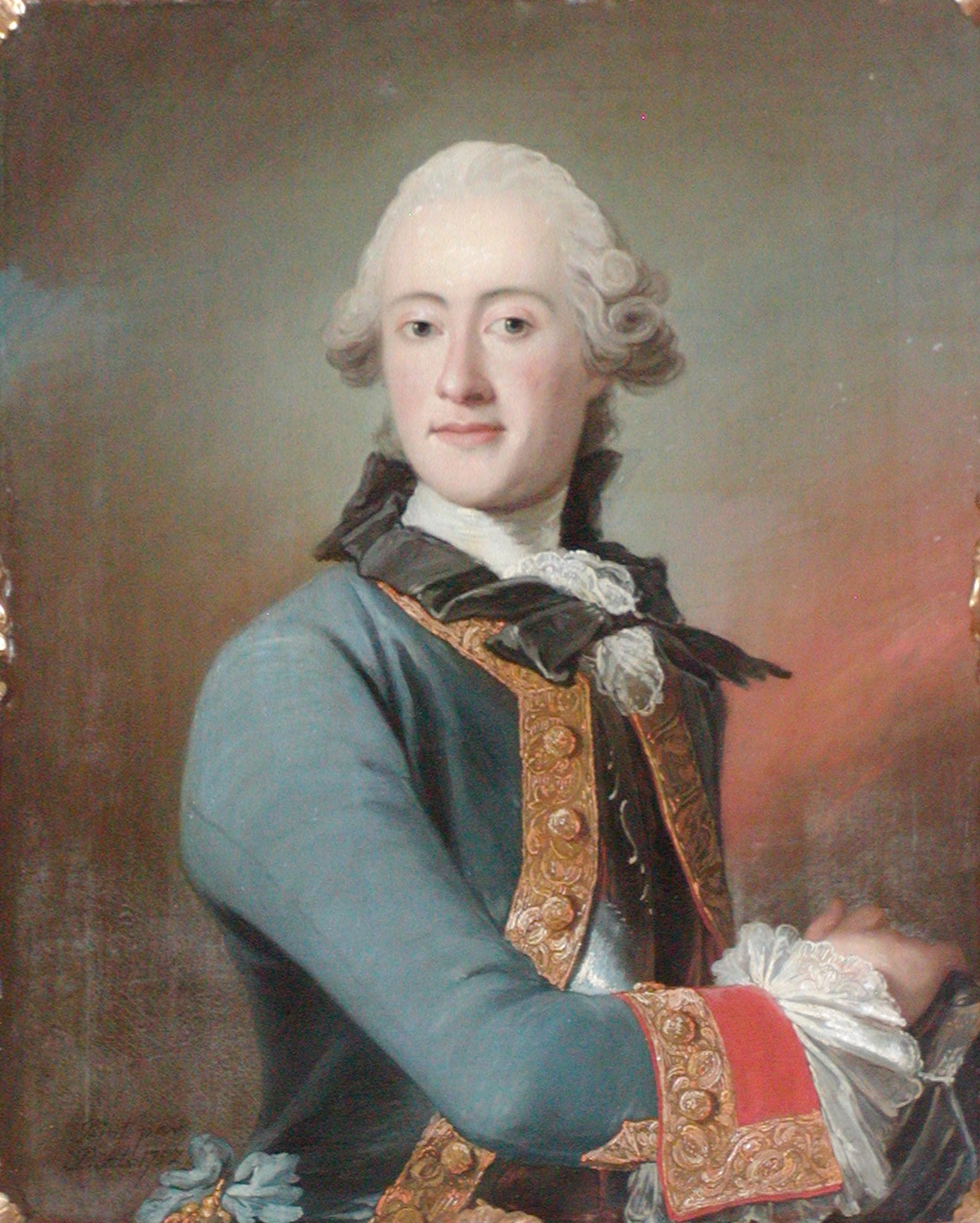
Frederik Christian Kaas
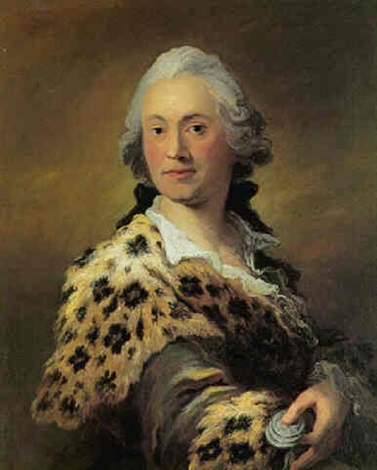
Peter Christian Winsløw (en)